# Snow on the Beach
Snow on the Beach è un singolo della cantante statunitense Taylor Swift, pubblicato il 3 novembre 2022 come secondo estratto dal decimo album in studio Midnights.

## Descrizione
Il brano ha visto la partecipazione vocale della cantante statunitense Lana Del Rey e presenta un testo incentrato sull'innamoramento, in particolar modo quando esso avviene in modo reciproco, da cui la metafora della neve sulla spiaggia, un evento raro e quasi surreale.

## Promozione
Il brano è stato annunciato per la prima volta da Swift il 7 ottobre 2022 durante l'ultimo dei tredici video della serie Midnights Mayhem with Me diffusa dall'artista su TikTok, rivelando la collaborazione con Del Rey.
Il 26 maggio 2023 è uscita una nuova versione del brano sottotitolata feat. More Lana Del Rey come parte della riedizione di Midnights intitolata The Til Dawn Edition).

## Accoglienza
Snow on the Beach ha ricevuto alcune critiche per il fatto che Lana Del Rey non sia molto presente all'interno di esso, fatta eccezione per alcune armonizzazioni e vocalizzi, generando anche diversi meme e parodie. Il 24 maggio 2023, in risposta a questi commenti, Swift ha annunciato la pubblicazione di una versione alternativa del brano, incisa appositamente e in duetto con Del Rey.

## Formazione
Hanno partecipato alle registrazioni, secondo le note di copertina di Midnights:
Musicisti
- Taylor Swift – voce
- Lana Del Rey – voce
- Jack Antonoff – batteria, programmazione, percussioni, Roland Juno 6, mellotron, chitarra acustica ed elettrica, basso, cori
- Evan Smith – sintetizzatore
- Bobby Hawk – violino
- Dylan O'Brien – batteria

Produzione
- Jack Antonoff – produzione, registrazione
- Taylor Swift – produzione
- Șerban Ghenea – missaggio
- Bryce Bordone – assistenza al missaggio
- Laura Sisk – registrazione
- Megan Searl – assistenza tecnica
- Jon Sher – assistenza tecnica
- John Rooney – assistenza tecnica
- Jacob Spitzer – assistenza tecnica
- Dave Gross – registrazione parti di Hawk
- Evan Smith – registrazione proprie parti
- Randy Merrill – mastering

## Classifiche
| Classifica (2022) | Posizione massima |
| ----------------- | ----------------- |
| Argentina         | 84                |
| Australia         | 3                 |
| Austria           | 12                |
| Belgio (Fiandre)  | 50                |
| Canada            | 29                |
| Croazia           | 10                |
| Danimarca         | 24                |
| Filippine         | 3                 |
| Francia           | 69                |
| Germania          | 74                |
| Grecia            | 5                 |
| Hong Kong         | 15                |
| India             | 9                 |
| Indonesia         | 20                |
| Irlanda           | 3                 |
| Islanda           | 11                |
| Italia            | 59                |
| Lituania          | 13                |
| Lussemburgo       | 13                |
| Norvegia          | 16                |
| Nuova Zelanda     | 4                 |
| Paesi Bassi       | 25                |
| Paraguay          | 61                |
| Portogallo        | 9                 |
| Regno Unito       | 4                 |
| Repubblica Ceca   | 16                |
| Singapore         | 2                 |
| Slovacchia        | 18                |
| Spagna            | 35                |
| Stati Uniti       | 4                 |
| Sudafrica         | 13                |
| Svezia            | 16                |
| Svizzera          | 16                |
| Ungheria          | 24                |